# Yusuf Islam
Yusuf Islam, geboren als Stephen Demetre Georgiou (Londen, 21 juli 1948), beter bekend als Cat Stevens, is een Britse zanger en songwriter die bekend werd met folkrock- en softrock-liedjes. In juli 1978 heeft hij zijn naam officieel laten veranderen in Yusuf Islam. Yusuf Islam is (anno 2004) vader van vijf kinderen en woont in Londen. Hij maakt islamitische muziek, ook voor kinderen. Hij is actief betrokken bij liefdadigheidsprojecten, onder meer voor Kosovo.
Tot zijn meest bekende liedjes behoren Matthew and Son (1967), First Cut is the Deepest  (1967), Father and Son (1970), Lady D'Arbanville (1970), Wild World (1970), Moonshadow (1971), Morning Has Broken (1972) en Oh Very Young (1974).
Zijn zoon Muhammad Islam is ook actief als zanger, onder de naam Yoriyos.

## Biografie

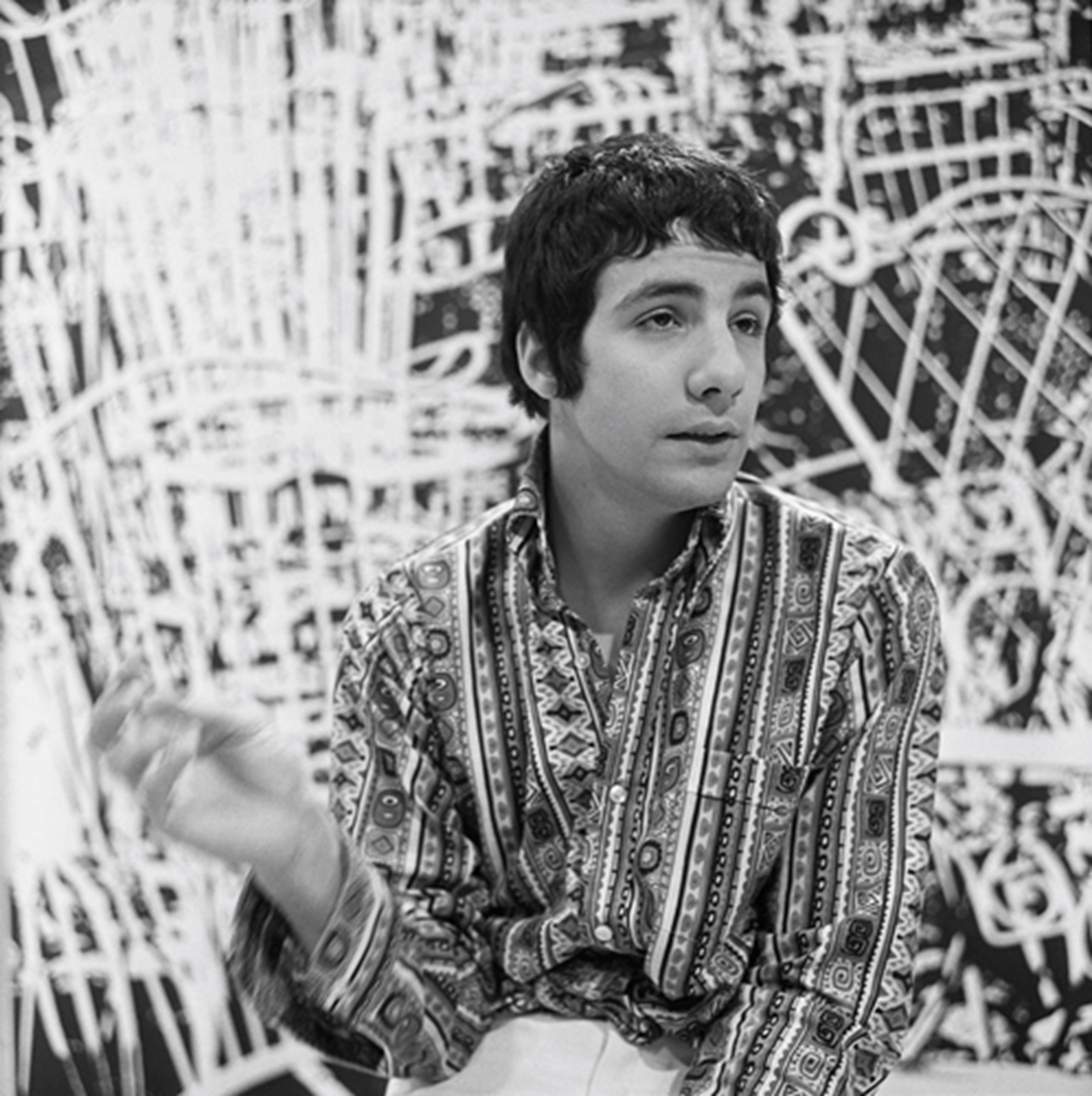
Cat Stevens (Fanclub, 1967)

Yusuf Islam is de zoon van een Grieks-Cypriotische vader (Stavros Georgiou) en een Zweedse moeder (Ingrid Wickman). Hij heeft een oudere zus en een broer. Hij groeide op in het Londense stadsdeel Soho waar zijn vader een restaurant had. Tegenwoordig woont hij in Londen en/of in Dubai. Zijn artiestennaam Cat Stevens nam hij aan omdat dat, vond hij, beter aan zou slaan bij een breed publiek. Cat omdat een toenmalige vriendin zei dat hij kattenogen had, en Stevens als een afgeleide van zijn voornaam.

### Succesjaren 1966-1975
In 1966 kwam hij in contact met producent en manager Mike Hurst, die hem een platencontract bezorgde bij Deram Records. Zijn eerste single I Love My Dog was redelijk succesvol (top 30) maar zijn twee volgende singles Matthew & Son en I’m Gonna Get Me a Gun waren echte toptienhits. The Tremeloes coverden zijn compositie Here Comes My Baby uit zijn debuutalbum Matthew & Son (maart 1967), en bereikten daarmee de 4e plaats in Groot-Brittannië. In december 1967 kwam zijn 2e album uit, New Masters, dat weinig succesvol was. Wel was een compositie uit dit album, The First Cut is The Deepest, een groot succes voor P.P. Arnold; hij had het voor 30 pond aan haar verkocht. Dit lied werd later nog door diverse andere artiesten gecoverd.
In januari 1968 werd hij gedurende 3 maanden in een ziekenhuis opgenomen wegens zeer ernstige tuberculose. De rest van dat jaar had hij nodig om daarvan te herstellen en deed hij geen optredens. In deze periode dacht hij veel na over zingeving aan zijn leven en spiritualiteit. Hij las veel over religies, ging aan yoga en meditatie doen en werd vegetariër. Hij schreef ook veel composities, ongeveer 40, in die maanden. Deze bracht hij later uit in zijn volgende albums.
Omdat zijn singles hierna niet erg succesvol meer waren en omdat hij steeds minder tevreden was met de orkestraties van Mike Hurst, werd zijn contract bij Deram niet verlengd. In 1969 tekende hij  daarna een contract bij Island records in Europa en bij A&M records in de VS.  Chris Blackwell, de baas van Island Records, beloofde hem vergaande vrijheden met zijn muziek. Als nieuwe producent werd de voormalige Yardbirds-bassist Paul Samwell-Smith aangenomen, die in zijn kielzog Alun Davies als studiomuzikant meenam. Alun had een zo goede klik met Cat, dat hij tot 1978 en daarna opnieuw vanaf 2006 met hem samenwerkte. Op veel opnames speelde hij tweede gitaar.
In april 1970 kwam de single Lady D'Arbanville uit, waarin hij zijn verbroken relatie met Patti D'Arbanville bezong. Hiermee bereikte hij weer eens de UK toptien. In mei 1970 kwam het album Mona Bone Jakon uit. Dit album was een vroeg voorbeeld van een singer-songwriteralbum, iets wat later populair zou worden voor veel andere artiesten. In november 1970 kwam zijn  volgende album uit, Tea for the Tillerman, dat zijn internationale doorbraak werd. Dit album bevatte o.a. the songs Where Do the Children Play, Hard-Headed Woman, Wild World en Father and Son. In 1971 kwam zijn album Teaser and the firecat met o.a. de hits Peace Train, Morning Has Broken, en Moonshadow. Het volgende album Catch Bull at Four kwam uit in 1972. Het verkocht prima maar leverde geen single hits op. Dit gold eigenlijk ook voor de albums die hij hierna uitbracht: Foreigner, Buddha and the Chocolate Box, Numbers en Isitzo.

### 1977 tot heden: bekering tot de islam en koerswijziging
In 1975 was Islam bij Malibu in Californië aan het zwemmen in de Stille Oceaan, en kon door de sterke stroming niet meer aan land komen. Nadat hij naar eigen zeggen God had aangeroepen, bracht een golf hem terug aan land, waarin hij een geschenk van God zag. Op 30 december 1977 deed hij zijn artiestennaam Cat Stevens in de ban. In 1978 werd hij moslim, nadat hij van zijn broer een exemplaar van de Koran had gekregen. Hij nam toen ook de naam Yusuf Islam aan.
Op 21 september 2004 werd het vliegtuig waarin Yusuf Islam zat gedwongen te landen in de Verenigde Staten omdat Yusuf verdacht werd van het financieren van groepen die verband houden met terrorisme. Achteraf bleek het om een vergissing te gaan van de FBI. Volgens Yusuf, in een interview met Larry King van CNN, stond de gezochte man op de zwarte lijst en heette hij Youssouf Islam. Toch werd Yusuf niet tot de Verenigde Staten toegelaten.
Op 10 november 2004 reikte Michail Gorbatsjov tijdens de wereldtop van Nobelprijswinnaars in Rome de vredesprijs Man for Peace 2004 aan Yusuf Islam uit. Hij kreeg de prijs voor "zijn toewijding om de vrede te bevorderen, mensen te verzoenen en terrorisme te veroordelen".
In 2005 werd er met zijn toestemming een registratie van zijn laatste tour uitgebracht op dvd. Onder de titel Majikat werd er een uitgebreid beeld gegeven van de Earth Tour uit 1976.

### 2006 tot heden: Yusuf
In 2006 bracht de zanger een nieuw album uit, getiteld An Other Cup. Dit album is het eerste album dat werd uitgebracht onder de artiestennaam Yusuf. Hierop staan vooral nieuwe nummers, maar ook twee oude nummers in nieuwe uitvoeringen. Ook bevat het een ingetogen versie van Don't Let Me Be Misunderstood. De titel van het album speelt in op de titel van een album uit zijn hoogtijdagen Tea for the Tillerman.
Op 5 mei 2009 verscheen het album Roadsinger. Op de cd staan elf nieuwe nummers, waaronder Welcome Home, All Kinds of Roses en Roadsinger.

## Fatwa Salman Rushdie
In 1989 ondersteunde Yusuf Islam de door Khomeini uitgevaardigde fatwa tot het doden van Salman Rushdie in een briefactie tegen het boek De duivelsverzen. Yusuf Islam sprak tegen dat hij daarmee ook de doodsbedreiging tegen Rushdie bedoelde te ondersteunen.
In mei 1989 gaf hij in een gesprek met Geoffrey Robertson in een radiopraatprogramma vrijmoedig toe met "Yes, yes" dat Rushdie 'het verdient om te sterven'. Hijzelf had echter op dat moment 'niet de verplichting om hem te doden'. Achteraf verklaarde hij zich toch weer tegen de doodstraf van Rushdie in een interview met de Süddeutsche Zeitung (op 28 mei 2004).

## Discografie

### Albums
| Album met eventuele hitnotering(en) in de Nederlandse Album Top 100 | Datum van verschijnen | Datum van binnenkomst | Hoogste positie | Aantal weken | Opmerkingen   |
| ------------------------------------------------------------------- | --------------------- | --------------------- | --------------- | ------------ | ------------- |
| Matthew and Son                                                     | 1968                  | -                     |                 |              |               |
| Mona bone jakon                                                     | 1970                  | -                     |                 |              |               |
| Tea For The Tillerman                                               | 1970                  | -                     |                 |              |               |
| Teaser and the firecat                                              | 1971                  | 23 oktober 1971       | 11              | 12           |               |
| Catch bull at four                                                  | 1972                  | 7 oktober 1972        | 3               | 10           |               |
| Foreigner                                                           | 1973                  | -                     |                 |              |               |
| Buddha and the chocolate box                                        | 1974                  | -                     |                 |              |               |
| Greatest hits                                                       | 1975                  | 12 juli 1975          | 27              | 9            | Verzamelalbum |
| Numbers                                                             | 1975                  | 20 december 1975      | 32              | 8            |               |
| Izitso                                                              | 1977                  | 7 mei 1977            | 16              | 11           |               |
| Back to earth                                                       | 1978                  | 3 december 1978       | 33              | 31           |               |
| The very best of Cat Stevens                                        | 1990                  | Verzamelalbum         |                 |              |               |
| An other cup                                                        | 10 november 2006      | 9 december 2006       | 69              | 4            | als Yusuf     |
| Collected                                                           | 1 juni 2007           | 9 juni 2007           | 3               | 18           | Verzamelalbum |
| Roadsinger                                                          | 1 mei 2009            | 16 mei 2009           | 71              | 2            | als Yusuf     |
| Tell 'Em I'm Gone                                                   | oktober 2014          |                       |                 |              | als Yusuf     |

| Album met hitnotering(en) in de Vlaamse Ultratop 200 albums | Datum van verschijnen | Datum van binnenkomst | Hoogste positie | Aantal weken | Opmerkingen |
| ----------------------------------------------------------- | --------------------- | --------------------- | --------------- | ------------ | ----------- |
| An other cup                                                | 2006                  | 2 december 2006       | 99              | 1            | als Yusuf   |

### Singles
| Single met eventuele hitnotering(en) in de Nederlandse Top 40 | Datum van verschijnen | Datum van binnenkomst | Hoogste positie | Aantal weken | Opmerkingen                   |
| ------------------------------------------------------------- | --------------------- | --------------------- | --------------- | ------------ | ----------------------------- |
| I love my dog                                                 | 1966                  | 12 november 1966      | 21              | 8            |                               |
| Matthew and son                                               | 1967                  | 21 januari 1967       | 21              | 8            |                               |
| I'm gonna get me a gun                                        | 1967                  | 6 mei 1967            | 26              | 4            |                               |
| A bad night                                                   | 1967                  | 19 augustus 1967      | 30              | 3            |                               |
| Lady D'Arbanville                                             | 1970                  | 11 juli 1970          | 2               | 10           | Alarmschijf                   |
| Father and son                                                | 1970                  | 21 november 1970      | tip11           | -            |                               |
| Tuesday's dead                                                | 1971                  | 29 mei 1971           | 10              | 6            | Alarmschijf                   |
| Father and son                                                | 1970                  | 30 oktober 1971       | 28              | 3            | heruitgave                    |
| Peace train                                                   | 1971                  | 18 december 1971      | tip2            | -            |                               |
| Morning has broken                                            | 1972                  | 12 februari 1972      | 5               | 9            | Alarmschijf                   |
| Oh very young                                                 | 1974                  | 27 april 1974         | tip12           | -            |                               |
| Another Saturday night                                        | 1974                  | 14 september 1974     | 27              | 6            |                               |
| Banapple gas                                                  | 1976                  | 3 april 1976          | 7               | 7            |                               |
| (Remember the days of the) Old schoolyard                     | 1977                  | 7 mei 1977            | tip2            | -            |                               |
| New York Times                                                | 1979                  | 10 februari 1979      | tip22           | -            |                               |
| Father and son                                                | 2004                  | 15 januari 2005       | tip14           | -            | als Yusuf / met Ronan Keating |

| Single met hitnotering(en) in de Vlaamse Ultratop 50 | Datum van verschijnen | Datum van binnenkomst | Hoogste positie | Aantal weken | Opmerkingen                   |
| ---------------------------------------------------- | --------------------- | --------------------- | --------------- | ------------ | ----------------------------- |
| Father and son                                       | 2004                  | 5 februari 2005       | tip2            | -            | als Yusuf / met Ronan Keating |

### NPO Radio 2 Top 2000
| Nummers met noteringen in de NPO Radio 2 Top 2000 | '99 | '00  | '01  | '02  | '03  | '04  | '05  | '06 | '07 | '08 | '09 | '10 | '11 | '12  | '13  | '14  | '15  | '16  | '17  | '18 | '19 | '20 | '21 | '22 | '23 | '24 |
| ------------------------------------------------- | --- | ---- | ---- | ---- | ---- | ---- | ---- | --- | --- | --- | --- | --- | --- | ---- | ---- | ---- | ---- | ---- | ---- | --- | --- | --- | --- | --- | --- | --- |
| Banapple Gas                                      | -   | 1984 | 1583 | -    | -    | -    | -    | -   | -   | -   | -   | -   | -   | -    | -    | -    | -    | -    | -    | -   | -   | -   | -   | -   | -   | -   |
| Father and Son                                    | 284 | -    | 286  | 237  | 352  | 497  | 271  | 259 | 247 | 278 | 214 | 211 | 289 | 460  | 414  | 476  | 512  | 557  | 519  | 713 | 710 | 734 | 827 | 863 | 841 | 784 |
| Lady D'Arbanville                                 | 706 | 633  | 396  | 562  | 440  | 603  | 612  | 744 | 686 | 622 | 580 | 593 | 828 | 1017 | 1281 | 1284 | 1388 | 1476 | 1428 | -   | -   | -   | -   | -   | -   | -   |
| Matthew and Son                                   | -   | 928  | 1304 | 1636 | 1997 | 1991 | 1976 | -   | -   | -   | -   | -   | -   | -    | -    | -    | -    | -    | -    | -   | -   | -   | -   | -   | -   | -   |
| Morning Has Broken                                | 203 | 168  | 131  | 78   | 88   | 76   | 104  | 118 | 97  | 94  | 124 | 115 | 165 | 291  | 313  | 276  | 310  | 291  | 295  | 640 | 674 | 683 | 627 | 728 | 817 | 720 |

1. ↑  Een '-' betekent dat het nummer niet was genoteerd en een vetgedrukt getal geeft de hoogste notering van een nummer aan.

### Dvd's
| Dvd met hitnotering(en) in de Nederlandse DVD Music Top 30 | Datum van verschijnen | Datum van binnenkomst | Hoogste positie | Aantal weken | Opmerkingen |
| ---------------------------------------------------------- | --------------------- | --------------------- | --------------- | ------------ | ----------- |
| Majikat - Earth tour 1976                                  | 2008                  | 19-01-2008            | 30              | 1            |             |

## Trivia
- De albumhoezen van Mona bone jakon, Tea for the tillerman, Teaser and the firecat, Catch bull at four, Greatest hits en Numbers bevatten elk een schilderij gemaakt door Yusuf Islam zelf. De hoes van An Other Cup is ontworpen door zijn zoon Yoriyos.
- De single Lady D'Arbanville is genoemd naar de actrice Patti D'Arbanville met wie Islam een relatie heeft gehad.
- De single First Cut is the Deepest werd bekender door uitvoeringen van onder anderen P.P. Arnold, Norma Fraser en Rod Stewart.